# Território da União
Um território da união é uma divisão administrativa subnacional da Índia, no quadro federal de governança. Ao contrário dos estados da Índia, que têm seus próprios governos eleitos, os territórios da união são governados diretamente pelo governo federal, o Presidente da Índia nomeia um administrador ou vice-governador para cada território.
A partir de 2009, tem sete territórios da união. Déli, a capital da Índia, o então território da União de Déli e Pondicheri tem sido dada soberania parcial. Déli é redefinido como Território da capital nacional, estando em 2004 em processo de se tornar um estado. Déli e Pondicheri têm seus próprios eleitos, assembleias legislativas e o Executivo Conselhos de ministros, mas seus poderes são limitados; determinada legislação deve ser reservada para a análise "e parecer favorável" do Presidente da Índia.
- Andamão e Nicobar
- Chandigar
- Dadrá e Nagar Aveli e Damão e Diu
- Laquedivas
- Pondicheri

O seguinte é o Território da capital nacional da Índia:
- Déli

Ver também: Subdivisões da Índia